# Ipotesi di Reye
L'ipotesi o legge di Reye, riferita all'usura, afferma che il volume di materiale asportato in un dato intervallo di tempo a causa dell'usura è proporzionale al lavoro compiuto dalle forze di attrito nello stesso intervallo di tempo.
Da cui segue, in forma differenziale (Π rappresenta la potenza):
{\displaystyle {\dot {V}}=k\Pi _{attrito}}
L'ipotesi di Reye può essere impiegata in due modi (a) per prevedere l'andamento dell'usura in base a quello delle pressioni di contatto, oppure (b) per determinare la distribuzione delle pressioni di contatto in base all'usura, essendo quest'ultima spesso prevedibile a causa di vincoli geometrici (determinanti la cosiddetta legge dell'accostamento). L'usura è un parametro di fondamentale importanza, specialmente in fase di progettazione, quando si vuole realizzare un cinematismo in cui uno solo dei due corpi sia soggetto ad asportazione di materiale. Una tipica applicazione è quella della progettazione dei freni.
La quantità di materiale perduto dipende soprattutto dalla durezza dei due corpi e dalla rugosità delle superfici che si toccano durante il moto; il corpo più duro sarà sicuramente soggetto ad un volume asportato minore. Nell'applicazione della legge di Reye si assume spesso che uno dei corpi sia molto più duro dell'altro proprio perché ciò consente di dedurre l'andamento geometrico dell'usura (legge dell'accostamento).